# Navidad sangrienta (1951)
La Navidad Sangrienta fue la severa golpiza propinada a siete civiles por miembros del Departamento de Policía de Los Ángeles (LAPD) el 25 de diciembre de 1951. Los ataques dejaron a cinco mexicano-estadounidenses y dos jóvenes blancos con huesos rotos y órganos rotos, y fueron debidamente investigados únicamente después del lobby de la comunidad mexicano-estadounidense. La investigación interna realizada por el jefe de policía de Los Ángeles, William H. Parker, resultó en la acusación de ocho agentes por las agresiones, el traslado de 54 y la suspensión de 39.
El evento fue ficticio en la novela de 1990 L.A. Confidential de James Ellroy, que se convirtió en una película del mismo nombre en 1997.

## Antecedentes
En 1938, el alcalde Frank Shaw inició las reformas del LAPD. A lo largo de la década de 1940, esto condujo al despido de oficiales corruptos, al aumento de los estándares de admisión, a la creación de programas de capacitación rigurosos y a mejores salarios para los oficiales.
La autonomía policial ya estaba garantizada en la Sección 202 de los estatutos de la ciudad de Los Ángeles desde 1934. Establecía que los agentes de policía tenían un derecho adquirido a sus puestos de trabajo y no podían ser destituidos ni sancionados sin el debido proceso, lo que significaba que la autoridad en materia de disciplina departamental pertenecía a un consejo panel de revisión compuesto por agentes de policía.
A pesar de las reformas, el LAPD ha enfrentado un deterioro continuo en las relaciones con la comunidad mexicano-estadounidense desde los disturbios Zoot Suit de 1943 durante la Segunda Guerra Mundial. Después de que William H. Parker fuera nombrado jefe de policía en 1950, las reformas continuaron mejorando la actuación policial en Los Ángeles, poniendo énfasis en el profesionalismo policial. Parker creía que una mejor dotación de personal conduciría a una mayor "autonomía policial", lo que permitiría al LAPD centrarse en su "enfoque de guerra contra el crimen" en la vigilancia policial y ocuparse de su propia disciplina interna. Los defensores creían que un departamento de policía profesional debería estar libre de influencia y control políticos.
Aunque los jefes de policía anteriores habían intentado mejorar las relaciones sofocando los temores del público sobre la delincuencia mexicano-estadounidense, los líderes comunitarios esperaban que el nombramiento de Parker realmente condujera a una mejora de la situación. Los problemas ocurrieron debido al sentimiento antimexicano entre los oficiales de LAPD, muchos de los cuales creían que los mexicano-estadounidenses eran en general delincuentes y violentos. Este perfil racial condujo a numerosos encuentros violentos entre la policía y los mexicoamericanos porque cada lado esperaba que el otro usara la fuerza.

## Encuentro inicial y arrestos
En la víspera de Navidad de 1951, los agentes de LAPD Julius Trojanowski y Nelson Brownson respondieron a un informe de que menores estaban bebiendo alcohol en el Showboat Bar en Riverside Drive. Al llegar, encontraron a siete hombres: Daniel Rodela, Elías Rodela, Jack Wilson, William Wilson, Raymond Márquez, Manuel Hernández y Eddie Nora. Aunque los hombres tenían una identificación que demostraba que eran mayores de edad para beber, los oficiales les dijeron que se fueran. Cuando se negaron a ir, la policía utilizó la fuerza, lo que provocó una pelea que estalló en el estacionamiento. Ambos agentes resultaron heridos; uno recibió un ojo morado y el otro un corte que requirió puntos.
Siete horas después de la pelea, los agentes de LAPD arrestaron a todos los hombres en sus propias casas. Seis de ellos fueron llevados directamente a la prisión de Lincoln Heights. Mientras que el séptimo, Daniel Rodela, fue arrastrado de los cabellos hasta un patrullero y conducido al Parque Elísio de la ciudad, donde fue golpeado violentamente por varios policías. Rodela sufrió múltiples fracturas faciales; requirió dos transfusiones de sangre debido a la gravedad de sus heridas.

## Prisioneros golpeados
La mañana de Navidad, un gran número de agentes que asistían a una fiesta navideña del departamento estaban borrachos, violando la política del Departamento de Policía de Los Ángeles sobre el alcohol. Cuando oyeron el rumor de que Trojanowski había perdido un ojo en la pelea, los policías borrachos decidieron vengar a su compañero.
Los seis prisioneros fueron sacados de sus celdas en la cárcel de Central City y puestos en fila. Unos 50 agentes de policía participaron en una paliza que duró 95 minutos. Todos los prisioneros sufrieron heridas graves, incluidos órganos perforados y fracturas de huesos faciales. Al menos 100 personas sabían o presenciaron las palizas.

## Ocultación
La alta dirección del LAPD mantuvo el ataques al prisioneros fuera de las noticias principales durante casi tres meses. La cobertura de los medios ignoró las palizas del día de Navidad y se centró en la pelea de la noche anterior. El titular inicial de Los Angeles Times sobre el incidente fue "Policías golpeados en pelea de bar; siete hombres arrestados". Sin embargo, a medida que los mexicano-estadounidenses presionaron para que se centrara la atención en la brutalidad policial y llegaron más informes de violencia, los medios comenzaron a volverse contra el LAPD, publicando historias condenando las tácticas policiales e incluso sugiriendo cambiar la Sección 202 del LAPD de la ciudad de Los Ángeles Carta.
En marzo de 1952, seis de los siete hombres fueron acusados de agresión y alteración del orden público. La fiscalía argumentó que la pelea comenzó cuando los agentes le pidieron a Jack Wilson que abandonara el bar en paz. Los acusados testificaron que la pelea comenzó cuando el oficial Trojanowski comenzó a golpear a Wilson en la cabeza con una cachiporra. El juez Joseph L. Call también les permitió describir cómo fueron golpeados después de ser arrestados. El jurado declaró a los acusados culpables de dos cargos de agresión y un cargo de alteración del orden público. Sin embargo, después de que se dictó el veredicto, el juez Call reprendió a la policía por su brutalidad y pidió una investigación independiente sobre la agresión.

## Investigación y desarrollo
La respuesta del jefe Parker a esta crítica fue defensiva. La política de “guerra contra el crimen” del departamento de policía le ha dado una mentalidad de “nosotros contra ellos”. Parker utilizó el argumento de que el público tenía que apoyar a la fuerza policial para evitar la anarquía y la anarquía, diciendo que cualquier crítica contra el LAPD socavaba la capacidad de la policía para hacer cumplir la ley. Incluso sugirió que los delincuentes alegaron brutalidad policial para lograr que lo despidieran y que el hampa de Los Ángeles pudiera restablecer sus actividades ilegales.
Sin embargo, a medida que avanzaba la investigación interna sobre las palizas, los medios informaron más informes de otros incidentes, lo que obligó a Parker a tomar medidas. Finalmente, el LAPD compiló un informe interno de 204 páginas. Aunque incluyó entrevistas con más de 400 testigos, muchos miembros de la policía de Los Ángeles intentaron impedir la investigación mediante perjurio o testimonios vagos. El informe también fue contradictorio porque reveló que varios policías presenciaron las golpizas pero concluyó que “ninguno de los prisioneros fue maltratado físicamente en la forma alegada”.

### Cargos criminales
El informe dio lugar a audiencias del gran jurado contra la policía de Los Ángeles. A lo largo del proceso, las víctimas contaron vívidos relatos de sus golpizas, pero las declaraciones de los agentes fueron vagas y contradictorias, ya que nadie recordaba haber visto a los prisioneros siendo golpeados ni quiénes participaron. Los agentes que anteriormente habían proporcionado información detallada a los investigadores de asuntos internos podían recordar muy poco en el tribunal.
Como resultado de las audiencias, ocho agentes fueron acusados de agresión. El gran jurado también emitió un informe en el que criticaba a los altos oficiales de LAPD por permitir que la situación se saliera de control y recordaba al departamento de policía que operaba "para el beneficio del público y no como una organización fraternal en beneficio de sus compañeros oficiales".
Los ocho policías acusados fueron juzgados entre julio y noviembre de 1952. Cinco de ellos fueron condenados, pero sólo uno recibió una pena de más de un año de prisión. Otros 54 agentes fueron trasladados y 39 fueron suspendidos temporalmente sin remuneración.